# 伊勢錦 (米)
伊勢錦（いせにしき）は、1849年（嘉永2年）に伊勢国（現在の三重県）の岡山友清によって育成されたイネ（稲）の品種。
現在栽培されている「伊勢錦」は三重県農業試験場で保存されていたもので元坂酒造が復刻栽培した。

## 概要及び利用法
熟期は中生で、三重県での出穂期は9月上旬、収穫期は10月末である。千粒重は28.6gと大粒。無芒で、分蘖は中程度。長稈のため耐倒伏性は弱く、いもち病抵抗性も弱い。心白が多く酒米としても利用される。
また、新潟県農業総合研究所作物研究センターでは注連縄の材料として、ジーンバンクから取り寄せた「伊勢錦」から純系選抜した「伊勢錦（見出し）」という品種を有望とした。「伊勢錦（見出し）」は葉が長く、葉先のそろいも良く、つやも良好であり、注連縄加工特性が高い。

## 歴史

### 育成と普及
鉄砲鍛冶などを営む家に生まれた岡山友清は、豪商での奉公や小間物・茶などの行商を経験した後に帰郷し、木綿屋・小間物屋・鉄砲屋・薬屋（金星堂）などの屋号で手広く商売をし、生家の家産を増やしていった[2]。一方で、道教一派である不二道の信者でもあった友清は、人はみな平等であるという教えの元、男性に対する女性の優位性を説いた。このため幕府は四民平等という教えが広がるのを恐れ、嘉永二年（1849年）に不二道を禁止する。友清も江戸まで呼び出されて取り調べを受けたこともあった。またこの頃、食物の供給を豊かにすることこそが「人生最大の任務、最善の道徳」であるという信念を持ち[1]、60歳のころから農業改良も関心を持つようになった[2]。
その後飢饉が続いた惨状に心を痛めた友清は収穫量の多い米の品種を開発し、信者仲間を通じて広めた。その栽培法や農業・生活の改良方法などを、紀州藩や後には明治政府から依頼され講演したこともある。これが伊勢錦である
友清は伊勢錦の発明者であるが、農政学者・宗教者であるということ以外にも製薬者としての一面もあり、岡山家は幕末期から明治期まで続く薬屋として、この地域の医薬業を支える役割も果たしていた。
1849年（嘉永2年）、広く栽培されていた在来品種「大和」の中から変種を発見した岡山は、品質確認のために11年間試作を続けた。そして、1860年（万延元年）から、伊勢参りの参宮街道沿いの松阪・津・宇治山田で、袋入りの種籾に解説をつけて無料で配布を始めた。頒布した種籾は十石を超えたといい、各地に広がっていった。
明治に入ると三重県・奈良県・和歌山県などで広く栽培され、1919年（大正8年）には16,745haで作付けされた。しかし、長稈で倒伏しやすいなどの理由から避けられるようになり、さらに、戦後になると、多肥栽培に向かないことなどから栽培されなくなっていった。それでも三重県では昭和20年代後半になっても2,000ha近くが栽培されていたが、昭和40年代には姿を消した。

### 復活
1991年（平成3年）に地元の元坂酒造によって約40年ぶりに復活栽培され、2006年（平成18年）現在も酒米として栽培されている。
現代栽培されている「伊勢錦」は三重県農業試験場で保存されていた「伊勢錦722号」であり「伊勢錦」から純系選抜されたものである。

## 評価
主に関西の市場で高く評価された。明治の三老農のひとり中村直三は、「伊勢錦」を「めしにたいてよくふへ、わらもながく、いたってよき米なり」と高く評価した。
現在、多気町ふるさと交流館せいわ内の多気町立勢和郷土資料館では、「伊勢錦」と岡山友清の関連資料が常設展示されている。また、多気町役場勢和振興事務所に「岡山友清記念碑」が建立されている。

## 関連品種

### 純系選抜種
- 弓形穂 - 元坂酒造が地元農家、及び三重大学と共同で育成した[3][8]。